# David Fall
David Fall   (Fairland, 4 de desembre de 1902 - San Bernardino, 9 de novembre de 1964) fou un saltador estatunidenc que va competir durant la dècada de 1920.
El 1924 va prendre part en els Jocs Olímpics de París, on va guanyar la medalla de plata en la prova de palanca de 10 metres del programa de salts.
Va competir per la Universitat Estatal d'Oregon i la Universitat Stanford.